# 7th City
7th City est un label discographique indépendant américain de musique électronique, basé à Détroit, dans le Michigan.

## Histoire
7th City est fondé en 1992 par Daniel Bell, à Détroit, en tant que division du label 430 West. Le nom du label est une référence explicite à Detroit, 7e ville (seventh city) des États-Unis. En 2012, le label sort l'album 7th City Reissues de John Tejada, qui comprend des morceaux enregistrés pour le label entre 1998 et 2002.
La rédaction de XLR8R considère le label comme « discrète, mais très appréciée ».

## Discographie notable
- SC-001 - Brother from Another Planet / DB-X - Planet Earth / Trance Missions (12")
- SCD 002 - Claude Young - Acid Wash Conflict (12")
- SCD 003 - .xtrak - Packet Burst (12")
- SCD 004 - Ratio - The Babel Syndrome (12")
- SCD 005/006 - Brother from Another Planet - Updating The Existing Systems (12")
- SCD 007 - John Tejada - The Blue Dawn (12")
- SCD 008 - Anthony Shakir - Tracks For My Father (12")
- SCD 009 - Various - New Horizons (12")
- SCD 010 - John Tejada - To Lead a Secret Life (12")
- SCD 011 - Shawn Rudiman - Evidence of Life (12")
- SCD 012 - Titonton Duvanté & Fabrice Lig - Sensual (12")
- SCD 013 - John Tejada - Significant Numbers (12")
- SCD 014 - Shawn Rudiman - My Life, My Grooves (12")
- SCD 015 - Anthony Shakir - What, Me Worry? (12")
- SCD 016 - Jeff Samuel - New Joob (12")
- SCD 017 - John Tejada - Timebomb (12")
- SCD 018 - Cabanne - Can't Stand (12")
- SCD 020 - S-Max / Fym - Seismic-Stealth-Smurfz (12")
- SCD 021 - John Tejada - Planes and Trains (12")
- SCD 022 - Brother from Another Planet / .xtrak - 7th City Classics Vol. 1 (12")
- SCD 023 - John Tejada / Cabanne - 7th City Classics Vol. 2 (12")
- SCP#1 - Daniel Bell - Untitled (7", Promo)